# Contea di Day
La contea di Day ( in inglese Day County ) è una contea dello Stato del Dakota del Sud, negli Stati Uniti. La popolazione al censimento del 2000 era di 6 267 abitanti. Il capoluogo di contea è Webster.